# اورو بلانکو (آریزونا)
اورو بلانکو (به انگلیسی: Oro Blanco) یک منطقهٔ مسکونی در ایالات متحده آمریکا است که در آریزونا واقع شده است. اورو بلانکو ۱٬۲۰۸ متر بالاتر از سطح دریا واقع شده است.